# Rigoberto Gómez Murillo
Rigoberto Gómez Murillo (Talanga; 16 de diciembre de 1944) es un exfutbolista hondureño que jugaba como delantero. Es padre del también exfutbolista Rigoberto Gómez.

## Trayectoria
Apodado como la shula, comenzó jugando en las divisiones inferiores del Motagua, Gimnástico y Federal hasta llegar a ser profesional con el CD Olimpia en 1966, equipo con que se quedaría hasta su retirada el 15 de mayo de 1980, en un partido contra la selección de Honduras.
Con el equipo blanco, consiguió cinco campeonatos de liga y la Copa de Campeones de la Concacaf en 1972.

## Selección nacional
Jugó un total de diecisiete veces con la selección de Honduras, desde 1968 hasta 1973 y anotó ocho goles. Es el jugador hondureño que más tantos le ha anotado a la selección de Costa Rica con cuatro.

### Participaciones en Campeonatos Concacaf
| Copa                                          | Sede              | Resultado     | Part. | Goles |
| --------------------------------------------- | ----------------- | ------------- | ----- | ----- |
| Campeonato de Naciones de la Concacaf de 1971 | Trinidad y Tobago | Sexto puesto  | 4     | 1     |
| Campeonato de Naciones de la Concacaf de 1973 | Haití             | Cuarto puesto | 5     | 0     |

## Palmarés

### Títulos nacionales
| Título        | Equipo  | País     | Año     |
| ------------- | ------- | -------- | ------- |
| Liga Nacional | Olimpia | Honduras | 1966-67 |
| Liga Nacional | Olimpia | Honduras | 1967-68 |
| Liga Nacional | Olimpia | Honduras | 1969-70 |
| Liga Nacional | Olimpia | Honduras | 1971-72 |
| Liga Nacional | Olimpia | Honduras | 1977-78 |

### Títulos internacionales
| Título                           | Equipo  | País     | Año  |
| -------------------------------- | ------- | -------- | ---- |
| Copa de Campeones de la Concacaf | Olimpia | Honduras | 1972 |